# Хенри Нанен
Хенри Нанен (на немски: Henri Nannen) е известен германски журналист, един от основателите на издателската компания Gruner + Jahr и популярното списание Stern.

## Биография
Хенри е роден на 25 декември 1913 г. в градчето Емден, Долна Саксония, Германия. Баща му е полицай в родния му град. След една година чиракуване като продавач в книжарница, започва да учи история на изкуството в Мюнхенския университет.
През 1930 г. започва работа като журналист. Със своя висок ръст, атлетично тяло и руса коса той отговаря на тогавашните идеали за расова красота в Германия. Това му дава възможността да прочете Олимпийската клетва по време на игрите от 1936 г. в Берлин. По време на Втората световна война служи в отдел за политическа пропаганда в Италия. Завръща се към журналистиката, започвайки работа в Hannoverschen Neusten Nachrichten.
Нанен е един от основателите на издателство Gruner + Jahr. През 1948 г. той преобразува младежкото издание Zick-zack в илюстрованото списание Stern. Първият брой на списанието е публикуван на 1 август 1948 г. Той ръководи списанието от 1948 г. до 1980 г., превръщайки го в едно от най-силните в Европа. След скандала с фалшивите „Дневници на Хитлер“ през 1983 г. Нанен публично признава своята отговорност за липсата на журналистическа недобросъвестност.
Той е популярен и като любител на изобразителното изкуство, колекционер и благодетел на Художествена галерия в Емден, музей, построен през 1983 г.
Ежегодно се присъжда Награда за журналистика „Анри Нанен“, в негова чест.
Първият брак на Нанен е с Моника, а вторият му брак – с Марта (родена Ким). От 1990 г. до смъртта си е женен за Еске Ненен, която като дете е участвала в множество филми. Умира на 13 октомври 1996 г. в Хановер.

## Отличия
- 1963 Почетен гражданин на град Волках
- 1989 Голям федерален кръст за заслуги
- 1989 Почетен гражданин на град Емден
- 1991 Награда на Долна Саксония за култура